# Anton Stres
Anton Stres, slovenski nadškof, lazarist, teolog, filozof in pedagog, * 15. december 1942, Donačka Gora.

## Mladost in delo
Anton Stres se je rodil v Donački Gori v župniji Rogatec. Prva štiri leta je osnovno šolo obiskoval v Donački Gori, štiri leta nižje gimnazije pa v Rogaški Slatini. Srednjo šolo je obiskoval na Intedijecezanski srednji školi za spremanje svećenika u Zagrebu, kjer je leta 1962 maturiral. V letih med 1962 in 1963 je v Ohridu v Makedoniji služil vojaški rok. 22. avgusta 1960 je vstopil v Misijonsko družbo lazaristov v Beogradu. Leta 1963 se je vpisal na Teološko fakulteto v Ljubljani, kjer je končal tri letnike. Študij je jeseni leta 1966 nadaljeval na teološki fakulteti pariškega Katoliškega inštituta (Institut Catholique de Paris). Tam je leta 1969 opravil licenciat iz teologije, magisterij iz filozofije pa na Filozofski fakulteti istega inštituta leta 1972.
Dne 1. oktobra 1974 je doktoriral iz teologije na Teološki fakulteti v Ljubljani z disertacijo z naslovom Razvoj marksističnega pojmovanja religije v povojni Jugoslaviji, dne 30. novembra 1984 pa je doktoriral tudi iz filozofije na že omenjenem Katoliškem inštitutu v Parizu z disertacijo z naslovom Pojem svobode pri Heglu in prevzem tega pojma pri Marxu.
Asistent na Teološki fakulteti v Ljubljani je postal 17. novembra 1972, visokošolski učitelj pri Katedri za filozofijo pa 3. oktobra 1974. Dne 14. februarja 1977 je postal docent, 7. septembra 1985 izredni profesor, 26. maja 1990 pa redni profesor pri isti katedri. Od leta 1983 do 1993 je bil predstojnik Katedre za filozofijo, od leta 1988 je bil predstojnik Inštituta za filozofijo in družbeno etiko. V letih 1985–1987 in 1997–1999 je bil prodekan Teološke fakultete. Oktobra 1999 je prevzel službo dekana Teološke fakultete Univerze v Ljubljani in je to nalogo opravljal do 1. septembra 2000, leta 2005 pa je bil imenovan za zaslužnega profesorja ljubljanske univerze.
V misijonski družbi je bil v obdobju 1988–1997 provincialni predstojnik (vizitator) jugoslovanske, pozneje (po 1992) pa slovenske province. Od leta 1985 do leta 2013 je bil predsednik Komisije Pravičnost in mir pri Slovenski škofovski konferenci (SŠK) in mdr. v tej vlogi leta 1988 postal tudi član kolegija Odbora za varstvo človekovih pravic ter član Sveta za varstvo človekovih pravic in temeljnih svoboščin Slovenije.

## Škofovska služba
Papež Janez Pavel II. ga je 13. maja 2000 imenoval za ptujskega naslovnega in mariborskega pomožnega škofa. V škofa je bil posvečen v mariborski stolni cerkvi sv. Janeza Krstnika 24. junija 2000. Za škofovsko geslo si je izbral: »Vse zaradi evangelija,« ki povzema citat apostola Pavla: »Vse delam zaradi evangelija.« (prim. 1 Kor 9,23). Istega leta je bil imenovan za generalnega vikarja mariborske škofije (na tej funciji je nasledil pomožnega škofa Jožefa Smeja).
Nadškof Anton Stres je bil od leta 1995 do 1999 podpredsednik Evropske konference Komisije Pravičnost in mir, od leta 1997 je svetovalec Papeškega sveta Pravičnost in mir v Rimu , od leta 2004 pa je tudi predstavnik SŠK pri COMECE v Bruslju. Od leta 1997 je vodil Komisijo Slovenske škofovske konference za ureditev odnosov z državo, odgovoren je tudi za duhovno oskrbo v Slovenski vojski pa tudi za pogajanja z mednarodnimi ustanovami pri Združenju slovenskih katoliških skavtinj in skavtov. Leta 2007 je bil izvoljen za podpredsednika Slovenske škofovske konference.
Ob ustanovitvi novih škofij v Cerkvi na Slovenskem dne 7. aprila 2006 ga je papež Benedikt XVI. imenoval za prvega škofa novoustanovljene celjske škofije. Za njenega škofa je bil umeščen 21. maja 2006 v Celju. Za nadškofa pomočnika (koadjutorja) Nadškofije Maribor oz. nadškofa Franca Krambergerja je bil imenovan 31. januarja 2009, obenem pa tudi za apostolskega administratorja (začasnega upravitelja) Škofije Celje do imenovanja drugega rednega celjskega škofa Stanislava Lipovška (2010).
Papež Benedikt XVI. ga je 28. novembra 2009 imenoval za 35. rezidencialnega ljubljanskega nadškofa metropolita, njegov naslednik na funkciji mariborskega koadjutorja pa je postal murskosoboški škof Marjan Turnšek. Na 52. redni seji SŠK 11. januarja 2010 je bil Stres izvoljen za njenega predsednika. Nadškofijo Ljubljana je uradno prevzel 12. januarja 2010, slovesnost ob umestitvi pa je bila v ljubljanski stolnici 24. januarja 2010.
Na tem mestu je nasledil Alojza Urana, ki je s položaja odstopil. Še istega leta (2010) je Stres postal tudi član Evropske akademije znanosti in umetnosti v Salzburgu.
31. julija 2013 je papež Frančišek zaradi odgovornosti pri finančnih težavah slovenske Cerkve oz. mariborske nadškofije k odstopu pozval nadškofa Antona Stresa in mariborskega nadškofa Marjana Turnška. Delo ljubljanskega nadškofa je po njunem odstopu kot apostolski administrator začasno prevzel novomeški škof Andrej Glavan (mariborskega pa celjski Stanislav Lipovšek; to stanje je trajalo do imenovanja novih nadškofov – ordinarijev leta 2014 oz. 2015).
Jeseni 2015 je prevzel službo rektorja Katoliškega inštituta v Ljubljani in predavatelja filozofije na njeni Fakulteti za pravo in poslovne vede oz. ekonomijo. 
Papež Frančišek je 26. aprila 2018 imenoval upokojenega nadškofa Antona Stresa za novega svetovalca Papeškega sveta za kulturo.

## Slici
1. ↑  »Papež naj bi k odstopu pozval Stresa in Turnška; začela so krožiti imena o njunih zamenjavah«. 24ur.com. 31. julij 2013. Pridobljeno 31. julija 2013.